# John Mwebi
John M. Mwebi (ur. 18 stycznia 1950) – kenijski lekkoatleta, sprinter, medalista igrzysk afrykańskich i igrzysk Brytyjskiej Wspólnoty Narodów, olimpijczyk.

## Kariera sportowa
Odpadł w eliminacjach biegu na 100 metrów na igrzyskach olimpijskich w 1972 w Monachium.
Zdobył brązowe medale w biegu na 100 metrów i biegu na 200 metrów na igrzyskach afrykańskich w 1973 w Lagos. Na igrzyskach Brytyjskiej Wspólnoty Narodów w 1974 w Christchurch zdobył srebrny medal w biegu na 100 metrów (przegrywając tylko z Donem Quarrie z Jamajki, a wyprzedzając Ohene Karikari z Ghany) oraz zajął 8. miejsce w biegu na 200 metrów i w sztafecie 4 × 100 metrów. Na kolejnych igrzyskach Wspólnoty Narodów w 1978 w Edmonton odpadł w ćwierćfinale biegu na 100 metrów i eliminacjach sztafety 4 × 100 metrów.

## Rekordy życiowe
Rekordy życiowe Mwebiego:
- bieg na 100 metrów – 10,44 s (12 kwietnia 1980, Logan)
- bieg na 200 metrów – 20,97 s (29 stycznia 1974, Christchurch)